# Ford Raider
Ford Raider – samochód osobowy typu SUV klasy wyższej produkowany pod amerykańską marką Ford w latach 1991 – 1997.

## Historia i opis modelu

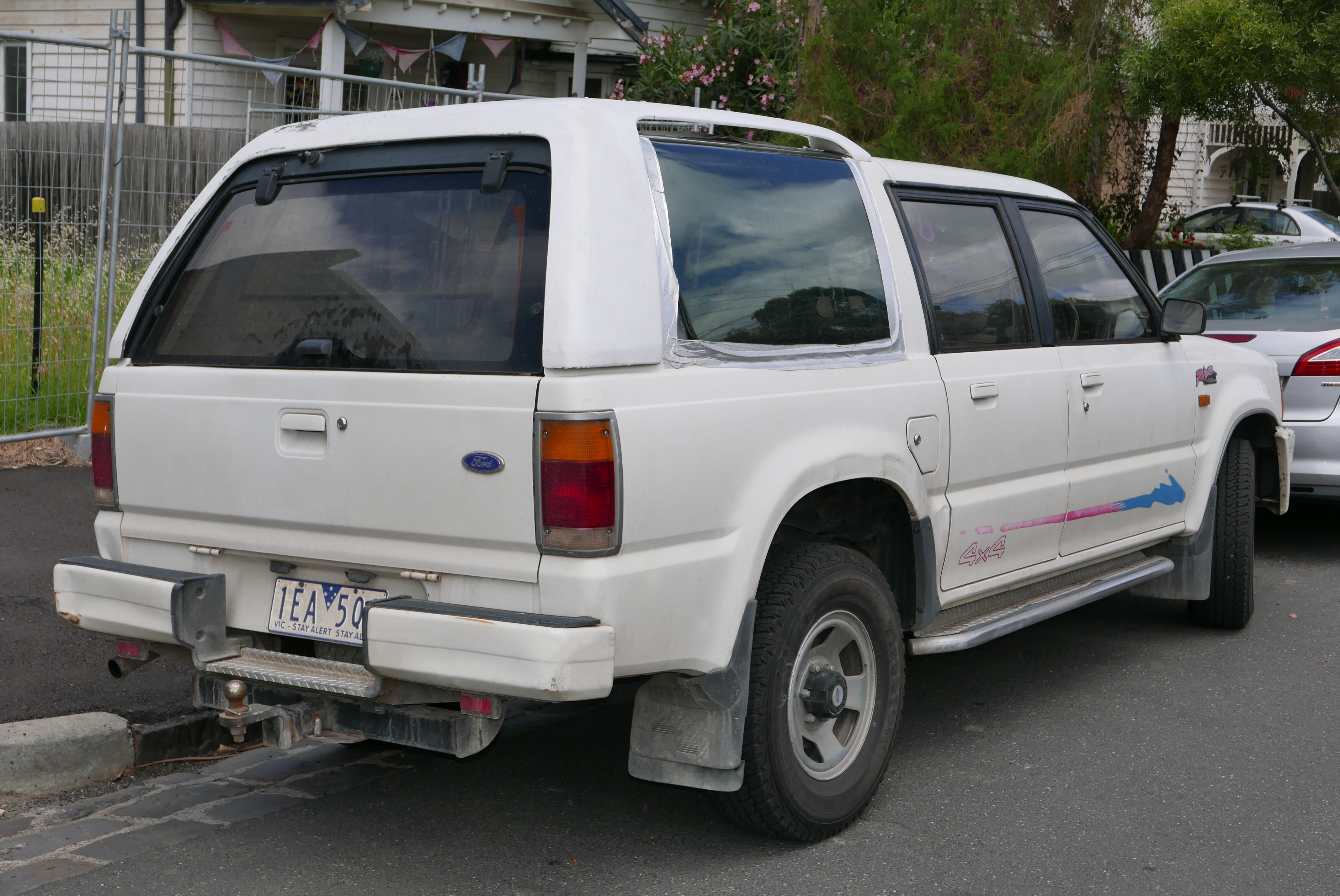
Ford Raider - tył

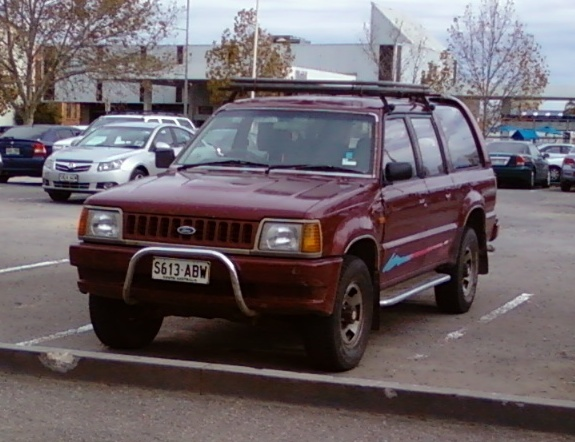
Ford Raider 4WD

W 1991 roku australijski oddział Forda zaprezentował model Raider, który przeznaczono wyłącznie do sprzedaży na lokalnym rynku. Samochód był dużym SUV-em będącym bliźniaczą wersją Mazdy Proceed Marvie, a co za tym - osobową odmianą bliźniaczych pickupów Ford Courier i Mazda B-Series.
Samochód wyróżniał się dużą przestrzenią bagażową, będącą trwale zabudowanym przedziałem pierwotnie będącym otwartą częścią transportową.

### Sprzedaż
Samochód importowano z japońskiej fabryki Mazdy w Hiroszimie, pozostając w produkcji do 1997 roku. Lokalny oddział Forda powrócił do oferowania dużego samochodu terenowego zbudowanego na ramie dopiero 18 lat później - wprowadzając w 2015 roku do sprzedaży w Australii i Nowej Zelandii model Everest.

### Silnik
- L4 2.6l G6